# Куп Републике Српске у фудбалу 2003/04.
Куп Републике Српске у фудбалу 2003/04. је једанаеста сезона овог такмичења које се одржава на територији Републике Српске у организацији Фудбалског савеза Републике Српске. Прво такмичење је одржано у сезони 1993/94.
У купу учествују фудбалски клубови са подручја Републике Српске. Клубови нижег нивоа такмичења морају у оквиру подручних савеза изборити учешће у купу. Такмичењу се од шеснаестине финала прикључују и клубови из Прве лиге Републике Српске и Премијер лиге Босне и Херцеговине са територије Републике Српске.
Парови се извлаче жребом. До четвртфинала се игра по једна утакмица а у четвртфиналу и полуфиналу по две. Финална утакмица се игра на стадиону одређеном пре почетка такмичења. Овогодишње финале Купа Републике Српске одиграно је 1. септембра 2004. у Бањалуци на Градском стадиону.

## Парови и резултати

### Шеснестина финала
| Утак. | Клуб, Место               | Резултат       | Клуб, Место              |
| ----- | ------------------------- | -------------- | ------------------------ |
| 1     | Љубић, Прњавор            | 1 : 2          | БСК Црни Ђорђе, Бањалука |
| 2.    | Никос Канбера Руданка     | 1 : 1 2:4 пен. | Модрича Максима, Модрича |
| 3.    | Полет, Српски Брод        | 0 : 5          | Борац, Бањалука          |
| 4.    | Младост, Српска Тишина    | 4 : 3          | Борац, Козарска Дубица   |
| 5.    | Радник, Бијељина          | 1 : 0          | Младост, Гацко           |
| 6.    | Дрина ХЕ Вишеград         | 1 : 2          | Јединство, Брчко         |
| 7.    | Фамос, Војковићи          | 0 3            | Леотар, Требиње          |
| 8.    | Омладинац, Бања Лука      | 1 : 1 2:3 пен. | Слога, Добој             |
| 9.    | Младост, Котор Варош      | 1 : 0          | Козара, Градишка         |
| 10.   | Слога ДИПО, Подградци     | 2 : 5          | Рудар, Приједор          |
| 11.   | Славија, Источно Сарајево | 2 : 1          | Рудар, Угљевик           |
| 12.   | Херцеговац, Билећа        | 1 : 0          | Напредак, Шепак Доњи     |
| 13.   | Слога, Србац              | 2 : 4          | Слобода, Нови Град       |
| 14.   | Озрен, Петрово            | 0 : 0 2:4 пен. | Пролетер, Дворови        |
| 15.   | Власеница                 | 0 : 2          | Гласинац, Соколац        |
| 16.   | Црвена звијезда Обудовац  | 3 : 2          | Дрина, Зворник           |

### Осмина финала
| Утак. | Клуб, Место               | Резултат       | Клуб, Место              |
| ----- | ------------------------- | -------------- | ------------------------ |
| 1     | БСК Црни Ђорђе, Бањалука  | 2 : 0          | Гласинац, Соколац        |
| 2.    | Пролетер, Дворови         | 0 : 0 3:1 пен. | Херцеговац, Билећа       |
| 3.    | Црвена звијезда, Обудовац | 0 : 0 3:5 пен. | Рудар Приједор           |
| 4.    | Младост, Српска Тишина    | 0 : 2          | Модрича Максима, Модрича |
| 5.    | Славија, Источно Сарајево | 1 : 0          | Радник, Бијељина         |
| 6.    | Младост, Котор Варош      | 2 : 0          | Слобода, Нови Град       |
| 7.    | Јединство, Брчко          | 1 3            | Леотар, Требиње          |
| 8.    | Слога, Добој              | 2 : 0          | Борац, Бањалука          |

### Четвртфинале
| Утак. | Клуб, Место              | Укупан резултат | Клуб, Место               | 1. утак. | 2. утак. |
| ----- | ------------------------ | --------------- | ------------------------- | -------- | -------- |
| 1.    | Рудар Приједор           | 4:2             | Славија, Источно Сарајево | 3:0      | 1:2      |
| 2.    | БСК Црни Ђорђе, Бањалука | 2:5             | Модрича Максима Модрича   | 1:1      | 1:4      |
| 3.    | Слога, Добој             | 7:4             | Младост, Котор Варош      | 4:1      | 3:3      |
| 4.    | Пролетер, Дворови        | 3:4             | Леотар, Требиње           | 3:2      | 0:2      |

### Полуфинале
| Утак. | Клуб, Место    | Укупан резултат | Клуб, Место             | 1. утак. | 2. утак. |
| ----- | -------------- | --------------- | ----------------------- | -------- | -------- |
| 1.    | Рудар Приједор | 3:8             | Модрича Максима Модрича | 2:1      | 1:7      |
| 2.    | Слога, Добој   | 0:3             | Леотар, Требиње         | 0:0      | 0:3 сл.  |

## Финале
Утакмица је одиграна на Градском стадиону у Бањалуци 1. септембра 2004.
| Утак. | Клуб, Место     | Резултат     | Клуб, Место              |
| ----- | --------------- | ------------ | ------------------------ |
| 1     | Леотар, Требиње | 0:0 6:5 пен. | Модрича Максима, Модрича |

| Победник Купа републике Српске у фудбалу 2003/04. |
| ------------------------------------------------- |
| ФК Леотар 2. титула                               |